# Karł Marks (1898)
Karł Marks (ros. Карл Маркс) – rosyjski, a następnie radziecki statek.
Został wybudowany w 1898 r. jako „Iwan Kolesnikow”. Był własnością Rosyjsko-Kaukaskiego Stowarzyszenia. W sierpniu 1915 r. przepłynęła na nim do Astary grupa tureckich żołnierzy, którzy zdezerterowali z garnizonu na wyspie Nargin. Na początku 1918 r. statek opanowali bolszewicy. W połowie sierpnia tego roku na jego pokładzie próbowali ewakuować się z Baku przywódcy Komuny Bakijskiej. Grupa statków została jednak doścignięta koło wyspy Żyłyj przez flotę wojenną Dyktatury Centrokaspia, po czym zmuszona do powrotu do portu w Baku, gdzie komisarze bolszewiccy zostali aresztowani. W grudniu 1918 r. statek przemianowano na „Siedagiet”. Przejęli go alianccy interwenci, po czym przekazali Białym. Służył jako krążownik pomocniczy. W maju 1920 r. statek powrócił pod zwierzchność bolszewików. Wszedł w skład Flotylli Kaspijskiej Radzieckiego Azerbejdżanu. W 1923 r. otrzymał nazwę "Karł Marks". Był pasażersko-towarowym statkiem Towarzystwa Kaspijskiego, pływając na Morzu Kaspijskim. Po ataku wojsk niemieckich na ZSRR 22 czerwca 1941 r., został na początku lipca tego roku zmobilizowany, wchodząc w skład Flotylli Kaspijskiej. Zainstalowano na nim działko 45 mm, karabin maszynowy 12,7 mm i 4 karabiny maszynowe 11,43 mm. Otrzymał oznaczenie WN-4. Początkowo służył jako okręt obrony przeciwlotniczej, ale na początku października przekwalifikiwano go na transportowiec. Na początku maja 1945 r. statek został zdemobilizowany i rozbrojony, przechodząc ponownie do Towarzystwa Kaspijskiego.